# Canberra Challenger 2017
Il Canberra Challenger 2017 è stato un torneo maschile di tennis professionistico. È stata la 3ª edizione del torneo, facente parte della categoria Challenger 80 nell'ambito dell'ATP Challenger Tour 2017, con un montepremi di 75000 $.Si è svolto dal 9 al 14 gennaio 2017 sui campi in cemento del Canberra Tennis Centre di Canberra, in Australia.

## Partecipanti singolare

### Teste di serie
| Nazionalità | Giocatore             | Ranking | Testa di serie |
| ----------- | --------------------- | ------- | -------------- |
| Germania    | Jan-Lennard Struff    | 64      | 1              |
| Austria     | Gerald Melzer         | 76      | 2              |
| Francia     | Pierre-Hugues Herbert | 78      | 3              |
| Argentina   | Renzo Olivo           | 80      | 4              |
| Russia      | Konstantin Kravčuk    | 84      | 5              |
| Belgio      | Steve Darcis          | 87      | 6              |
| Argentina   | Carlos Berlocq        | 87      | 7              |
| Israele     | Dudi Sela             | 95      | 8              |

### Altri partecipanti
Giocatori che hanno ricevuto una wild card:
- Brandon Walkin
- Andrew Harris
- Alexei Popyrin
- Calum Puttergill

Giocatori che sono passati dalle qualificazioni:
- James Frawley
- Nathan Pasha
- Yosuke Watanuki
- Luca Margaroli

## Partecipanti doppio

### Teste di serie
| Nazionalità | Giocatore               | Nazionalità | Giocatore          | Testa di serie |
| ----------- | ----------------------- | ----------- | ------------------ | -------------- |
| Stati Uniti | Jamie Cerretani         | Austria     | Philipp Oswald     | 1              |
| Cile        | Hans Podlipnik-Castillo | Stati Uniti | Max Schnur         | 2              |
| Germania    | Andre Begemann          | Germania    | Jan-Lennard Struff | 3              |
| Giappone    | Toshihide Matsui        | Svizzera    | Luca Margaroli     | 4              |

### Altri partecipanti
Coppie che hanno ricevuto una wild card:
- Rinky Hijikata /  Benard Bruno Nkomba
- Dimitri Morogiannis /  Jarred Wynan
- Alexei Popyrin /  Anthony Popyrin

## Punti e montepremi
| Torneo    | Torneo              | V     | F    | SF   | QF   | R16  | R32 | Q |
| Singolare | Punti               | 80    | 48   | 29   | 15   | 7    | 0   | 3 |
| Singolare | Premi in denaro ($) | 10800 | 6360 | 3765 | 2190 | 1290 | 780 | - |
| Doppio    | Punti               | 80    | 48   | 29   | 15   | 0    | –   | – |
| Doppio    | Premi in denaro ($) | 4650  | 2700 | 1620 | 960  | 540  | –   | – |

## Vincitori

### Singolare
Dudi Sela ha sconfitto in finale  Jan-Lennard Struff con il punteggio di 3-6 6-4 6-3.

### Doppio
Andre Begemann /  Jan-Lennard Struff hanno sconfitto in finale  Carlos Berlocq /  Andres Molteni con il punteggio di 6-3 6-4.